# Trophées Schenley
Les trophées Schenley étaient des récompenses annuelles remises de 1953 à 1988 aux meilleurs joueurs professionnels de football canadien. Les trophées et la bourse associée étaient défrayés par la division canadienne des distilleries Schenley (en). La première année un seul trophée était attribué, soit au meilleur joueur de la saison, puis d'autres ont été ajoutés progressivement, pour récompenser le meilleur joueur canadien (1954), le meilleur joueur de ligne (1955) puis la meilleure recrue de l'année (1972). En 1974, le trophée du meilleur joueur de ligne a été remplacé par ceux du meilleur joueur défensif et du meilleur joueur de ligne offensive.

## Création
En août 1953, la création d'un premier trophée Schenley, celui du meilleur joueur de la saison, est annoncée. Il est spéculé à l'époque que la raison de cette création était de contourner l'interdiction de la publicité pour les boissons alcoolisées alors en vigueur en Ontario et dans d'autres provinces canadiennes. Le choix du vainqueur est fait par un panel constitué des journalistes et commentateurs de football à travers le Canada. Les trophées sont remis lors d'un gala tenu quelques jours avant le match de la coupe Grey.
Par la suite, cinq autres trophées Schenley ont été introduits :
- le trophée du meilleur joueur canadien est décerné à partir de 1954[3],
- le trophée du meilleur joueur de ligne, que ce soit à l'offensive ou à la défensive, est introduit en 1955[4],
- le trophée de la meilleure recrue est créé en 1972[5],
- le trophée du meilleur joueur défensif et celui du meilleur joueur de ligne offensive sont introduits ensemble en 1974, et remplacent le trophée du meilleur joueur de ligne qui est retiré[6].

## Fin de l'association
En mars 1989 la Ligue canadienne de football veut donner une orientation différente à sa politique de marketing, en recherchant une alliance commerciale qui durerait toute la saison et non seulement au moment de la remise des prix. La ligue est alors dans une situation financière difficile et tentait d'élargir son public ; Schenley constate que son offre ne correspond plus aux désirs de la ligue et se retire à regret. La presse mentionne que le nom Schenley était étroitement lié au football canadien et lui apportait une reconnaissance importante qui lui était utile pour se distinguer de ses compétiteurs que sont la Ligue nationale de hockey et la National Football League.
Malgré le retrait de Schenley, les trophées ont continué à exister, mais sans commanditaire officiel.

## Autres trophées Schenley
Les distilleries Schenley commanditaient également des trophées dans d'autres disciplines sportives, en particulier les courses d'hydroplanes (régates de Valleyfield), le hockey sur glace et le curling.